# Peter von Nobile
Pour les articles homonymes, voir Nobile.
Peter von Nobile, de son vrai nom Pietro Nobile (né le 11 octobre 1774 à Campestro, mort le 7 novembre 1854 à Vienne) est un architecte autrichien.

## Biographie
Peter von Nobile est considéré comme l'un des principaux architectes du classicisme tardif à Vienne. Il suit notamment des cours à Rome et à Trieste auprès d'Antonio Canova et, en 1819, devient directeur du département d'architecture à l'académie des beaux-arts de Vienne.
Après l'incendie en 1823, le Schauspielhaus Graz est reconstruit d'après les plans de Nobile. La salle des fêtes de l'université technique de Vienne est achevée en 1842.
Un autre lieu d'action important est le port autrichien de Trieste, où il construit en 1817 le Palazzo Costanzi et en 1842 l'église Sant'Antonio Taumaturgo à Borgo Teresiano.

## Source
- (de) Cet article est partiellement ou en totalité issu de l’article de Wikipédia en allemand intitulé « Peter von Nobile » (voir la liste des auteurs).